# Szamasz-szuma-ukin

Mapa imperium nowoasyryjskiego

Szamasz-szuma-ukin, Szamasz-szum-ukin (akad. Šamaš-šuma-ukīn) – król Babilonii z asyryjskiej dynastii Sargonidów, syn władcy asyryjskiego Asarhaddona, starszy brat Aszurbanipala. Panował w latach 668–648 p.n.e.

## Kwestia sukcesji po Asarhaddonie
Po śmierci Sin-nadin-apli, swego najstarszego syna, który zmarł najprawdopodobniej wkrótce po wyznaczeniu go na następcę tronu, Asarhaddon, król Asyrii i Babilonii, ponownie zająć się musiał uregulowaniem kwestii dziedziczenia tronu. W miesiącu ajaru (kwiecień-maj) w 672 roku p.n.e. oficjalnie wyznaczył on dwóch innych swoich synów na następców tronów Asyrii i Babilonii: Aszurbanipal, młodszy z nich, przejąć miał tron Asyrii, podczas gdy starszy, Szamasz-szuma-ukin, objąć miał tron Babilonii. Pokojowe objęcie władzy w Asyrii i Babilonii przez obu braci po śmierci ich ojca gwarantować miały tzw. traktaty wasalne, w których przedstawiciele arystokracji asyryjskiej i plemion Medów zobowiązywali się wypełnić wolę Asarhaddona, pomóc jego synom w objęciu tronów i zachować im wierność. Wszystkie te klauzule zostały obłożone przysięgami na bogów. Zapobiegliwość Asarhaddona miała uchronić państwo i dynastię Sargonidów przed wstrząsami i rozłamem jakie towarzyszyły objęciu władzy przez niego samego.

## Rządy w Babilonii
Asarhaddon zmarł w 669 roku p.n.e. i tron asyryjski zgodnie z jego wolą objął Aszurbanipal. Szamasz-szuma-ukin objął tron Babilonii dopiero rok później po tym, gdy przybył do Babilonu, przywożąc ze sobą z Asyrii posąg boga Marduka. Jako władca Szamasz-szuma-ukin znany jest ze swych prac budowlanych prowadzonych w Babilonie, Borsippie i Sippar. Datowane jego imieniem dokumenty ekonomiczne i administracyjne odkryto w wielu babilońskich miastach, w tym w Babilonie, Borsippie, Kucie, Dilbat, Kisz, Nippur, Sippar, Ur i Uruk. Nie wiadomo, czy obszar zajmowany przez plemię Gambulu na granicy z Elamem znajdował się pod jego kontrolą czy nie.
Nie są znane dokładnie polityczne relacje pomiędzy Szamasz-szuma-ukinem a jego bratem Aszurbanipalem, ale władza zwierzchnia wyraźnie znajdowała się w rękach tego ostatniego, który aktywnie zaangażowany był w wojskowe i polityczne sprawy w Babilonii. Według inskrypcji Aszurbanipala to on był tym, który osadził swego brata na tronie Babilonu, i to przed nim, a nie przed Szamasz-szuma-ukinem, odpowiadali babilońscy oficjele i urzędnicy. Kontrola nad wojskiem też znajdowała się w rękach Aszurbanipala. Gdy ok. roku 664 p.n.e. elamicki król Urtaki najechał Babilonię docierając pod Babilon i Uruk, Szamasz-szuma-ukin musiał czekać, aż jego brat przysłał oddziały które poradziły sobie z wrogiem.
Nie ma dowodów na to, że Szamasz-szuma-ukin był niezadowolony z istniejącego stanu rzeczy, ale nieustanne wtrącanie się Aszurbanipala w sprawy Babilonii było niewątpliwie tym czynnikiem, który w końcu doprowadził do buntu przeciw zwierzchnictwu jego brata.

## Bunt
Bunt Szamasz-szuma-ukina rozpoczął się na początku 652 roku p.n.e. Jak dotychczas jego babilońskie archiwa nie zostały odnalezione, więc przy rekonstrukcji wydarzeń trzeba polegać na źródłach asyryjskich. Według nich rebelia Szamasz-szuma-ukina znalazła poparcie wśród grup Babilończyków, Chaldejczyków, Aramejczyków i mieszkańców Kraju Nadmorskiego. Roczniki Aszurbanipala podają, że przed wojskami asyryjskimi bramy swe zamknęły Babilon, Borsippa i Sippar, natomiast z formuł datujących dokumenty wynika, że dodatkowo Nippur i Dilbat przyłączyły się do buntu, podczas gdy Kuta, Ur, Uruk i wiele innych miast na południu Babilonii pozostało wiernych Aszurbanipalowi. 23 dnia miesiąca ajaru (kwiecień-maj) 652 roku p.n.e. Aszurbanipal wystosował odezwę do mieszkańców Babilonu, apelując do nich, by nie przyłączali się do buntu Szamasz-szuma-ukina i przyrzekając im łaskę. Asyryjskie inskrypcje wspominają, że Humban-nikasz II i Tammaritu II, dwóch władców Elamu, udzieliło Szamasz-szuma-ukinowi pomocy wojskowej w zamian za przysłane przez niego dary. Wojska przysłane przez pierwszego z nich rozbite zostały przez Asyryjczyków w bitwie pod Mangisi, najprawdopodobniej gdzieś w pobliżu rzeki Dijali. Szejkowie dwóch plemion arabskich na zachodzie też mieli wesprzeć rebelię. Na południu Babilonii głównym sojusznikiem Szamasz-szuma-ukina był Nabu-bel-szumati z plemienia Bit-Jakini, który prowadził swe działania wojenne z Kraju Nadmorskiego.
27 dnia miesiąca addaru (luty-marzec) 652 roku p.n.e. siły babilońskie rozbite zostały przez Asyryjczyków w bitwie pod Hiritu w północnej Babilonii. W połowie następnego roku rebeliantom udało się wprawdzie na krótko przejąć inicjatywę i zdobyć miasto Kuta, ale już pod koniec tego samego roku Asyryjczycy przeszli do kontrofensywy i zajęli Nippur. 11 dnia miesiąca Du'ūzu (czerwiec-lipiec) 650 roku p.n.e. wojska asyryjskie rozpoczęły oblężenie Babilonu. Wiele z dokumentów powstałych w Babilonie w czasie oblężenia wspomina o głodzie i ciężkich warunkach panujących w mieście. Ostatnie znane dokumenty datowane imieniem Szamasz-szuma-ukina powstały 28 dnia miesiąca abu (lipiec-sierpień) 648 roku p.n.e. w Borsippie i 30 dnia miesiąca abu 648 roku p.n.e. w Babilonie, co wskazuje, że stolica musiała paść łupem Asyryjczyków niedługo potem. Szamasz-szuma-ukin zginął w trakcie oblężenia, najprawdopodobniej popełniając samobójstwo, ale jest też możliwe, że zabity został przez swych poddanych, chcących doprowadzić do zakończenia oblężenia. Kronika akitu, która podaje, że w 651, 650, 649 i 648 roku p.n.e. nie obchodzono w Babilonie noworocznego święta akitu, milczy na temat roku 647 p.n.e., co wskazuje, że sytuacja w Babilonii była już na tyle opanowana przez Asyryjczyków, że święto akitu w końcu mogło się odbyć.
Po odzyskaniu kontroli nad zbuntowanymi miastami i pokonaniu wszystkich, którzy udzielili Szamasz-szuma-ukinowi poparcia, Aszurbanipal wyznaczył w Babilonii nowych gubernatorów i urzędników, a na tronie Babilonu jako marionetkowego władcę osadził Kandalanu.